# Werner Jadassohn
Werner Jadassohn (* 1897; † 5. Juni 1973) war ein Schweizer Dermatologe.

## Leben und Wirken
Werner Jadassohn war der Sohn von Josef Jadassohn. Er studierte Medizin an der Universität Bern, legte 1922 das Staatsexamen ab und wurde mit der Arbeit Untersuchungen über die Wirkung von Kohlenoxyd und Cyankali auf das Zentralnervensystem und das Nervenendorgan des Frosches am Physiologischen Institut der Universität Bern (Leitung Leon Asher) zum Dr. med. promoviert. Ab 1925 war er an der Dermatologischen Klinik der Universität Zürich Assistent bei Bruno Bloch und machte eine dermatologische Fachausbildung. 1928 habilitierte er sich mit der Arbeit Allergiestudien bei Askaridenidiosynkrasien. und wurde 1929 Oberarzt. Nach dem Tod von Bruno Bloch übernahm er 1933 dessen Hautarztpraxis in Zürich.
1946 wurde er auf den Lehrstuhl für Dermatologie und Venerologie an die Dermatologische Klinik der Universität Genf berufen. Einen Ruf an die Universitätshautklinik Wien (1957) lehnte er ab. 1968 wurde er emeritiert und war weiterhin in seiner Privatpraxis in Genf tätig.
Werner Jadassohn arbeitete vor allem auf den Gebieten der Allergologie und der Physiologie der Haut und untersuchte Krankheiten wie Akne und Rosazea. 1954 konnten er und Adolphe Franceschetti den autosomal-dominanten Erbgang beim Naegeli-Syndrom (auch als Naegeli-Franceschetti-Jadassohn-Syndrom bezeichnet) klären und grenzten es von Bloch-Sulzberger-Syndrom (Incontinentia pigmenti) ab.

## Schriften
- Untersuchungen über die Wirkung von Kohlenoxyd und Cyankali auf das Zentralnervensystem und das Nervenendorgan des Frosches. Zusammenfassung der Dissertation. In: Auszüge aus den Inauguraldissertationen der Medizinischen Fakultät Bern. Nr. 34, 1921/22.  Grunau, Bern 1923.
- Allergiestudien bei der Ascaridenidiosynkrasie. Habilitationsschrift. In: Archiv für Dermatologie und Syphilis. Band 156, Heft 3. Springer, Berlin 1928, S. 690–745. Online-Ressource: Springer, Berlin/Heidelberg, ISBN 978-3-662-39635-3.
- mit Wilhelm Hilgers (Bearb.): Erkrankungen der Haut durch Protozoen, filtrierbares Virus, Bakterien. Immunbiologie. Band 2 von Handbuch der Haut- und Geschlechtskrankheiten. Begründet von Josef Jadassohn. Springer, Berlin 1932.
- Sexualhormon-Probleme. In: Schweizerische Medizinische Wochenschrift. Jahrgang 69, Nr. 14. Schwabe, Basel 1939.
- mit Erwin Uehlinger, Hans Eduard Fierz: Ueber die Wirkung von weiblichen Sexualhormonen auf das Epithel der Meerschweinchenzitze. In: Schweizerische Medizinische Wochenschrift. Jahrgang 71, Nr. 1. Schwabe, Basel 1941.
- mit Hans Eduard Fierz: Antagonismus und Synergismus von „weiblichen“ und „männlichen“ Sexualhormonen. In: Schweizerische Medizinische Wochenschrift. Jahrgang 71, Nr. 50. Schwabe, Basel 1941.
- mit Hans Eduard Fierz, Elisabeth Pfanner: Zur perkutanen Therapie mit weiblichen Sexualhormonen. In: Schweizerische Medizinische Wochenschrift. Jahrgang 73, Nr. 43. Schwabe, Basel 1943.
- mit Margrit Stellmacher: Erste Hilfe. Was jeder heute wissen muss. Rascher, Zürich 1944.
Französische Ausgabe: Au secours! Ce que tout le monde, aujourd’hui, doit savoir. Aus dem Deutschen von Henri Perret. Rascher, Zürich 1944.
- mit Adolphe Franceschetti: A propos de l’incontinence pigmenta, dehmitation de deux syndromes differencs figurant sous le meme terme. In: Dermatologica. 108, 1954, S. 1–28.
- mit Carl Georg Schirren (Hrsg.): Abstracts of reports and free communications. Supplement zu Zentralblatt für Haut- und Geschlechtskrankheiten, sowie deren Grenzgebiete. Springer, Berlin/New York 1967.